# Sinergy

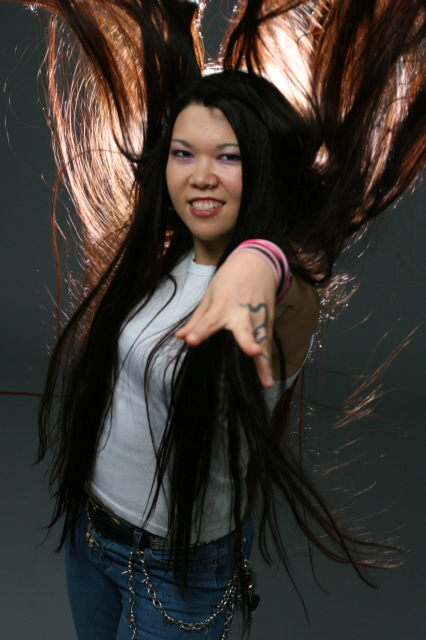
Kimberly Goss in 2006

Sinergy is een Finse powermetalband, opgericht in 1998 door Kimberly Goss (zang), Jesper Strömblad (gitaar), Alexi Laiho (gitaar), Sharlee D'Angelo (basgitaar) en Ronny Milianowicz (drums). In 1999 werden de Zweedse Strömblad, D'Angelo en Milianowicz vervangen door de Finse Roope Latvala, Marco Hietala en Tonmi Lillman. Erna Siikavirta werd toegevoegd voor keyboard.
In 2000 werd het album To Hell And Back, de opvolger van Beware The Heavens, uitgebracht. Later dat jaar besloot de band dat ze geen keyboards nodig hadden.
In 2001 werd Suicide By My Side geschreven, en in 2002 uitgebracht, nu met drummer Janne Parviainen. Hietala moest de band verlaten omdat de tourneedata van Sinergy en een andere band van Hietala het voor hem onmogelijk maakten te spelen, waarna hij werd vervangen door Lauri Porra.